# Día Internacional de Concientización sobre la Tartamudez

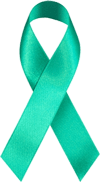
Cinta ISAD

El Día Internacional de Concientización sobre la Tartamudez, o Día Internacional de Concientización sobre la Tartamudez, es una celebración anual que se celebra cada 22 de octubre. Se celebró por primera vez en el Reino Unido e Irlanda en 1998. Esta recordación  tiene como objetivo crear conciencia pública sobre los problemas que enfrentan millones de personas –el uno por ciento de la población mundial– que tartamudean.